# Ladislav Novák (poeta)
Ladislav Novák (Turnov, 4 agosto 1925 – Třebíč, 28 luglio 1999) è stato un poeta e pittore ceco, fino al 1993 cecoslovacco.

## Biografia
Dopo aver studiato all'università di Praga, inizia a scrivere poemi surrealisti (nel 1968 pubblica una raccolta, Textamenty), per poi utilizzare più frequentemente l'onomatopea. Intorno agli anni sessanta, assieme ai colleghi Jiří Kolář e Josef Hiršal, tenta una sorta di «poesia sperimentale»: tra gli altri poemi spicca la pubblicazione del 1969, La liquefazione del geometra Cartesio e la sua vita successiva allo stato liquido. Le sue opere - oltre a scrivere, Novák dipinse diversi quadri - si scontrano col regime comunista, anche nella sua stessa Cecoslovacchia, trovando maggior fortuna nell'Europa occidentale e negli Stati Uniti d'America.

## Opere
- Pocta Jacksonu Pollockovi (1966)
- Závratě (1968)
- Textamenty (1968)
- La liquefazione del geometra Cartesio e la sua vita successiva allo stato liquido (1969)
- Receptář (19??)
- Bouřková mračna (1993)